# Episodi de Il reporter
La prima e unica stagione della serie televisiva Il reporter è andata in onda negli Stati Uniti dal 25 settembre 1964 al 18 dicembre 1964 sulla CBS.
| nº | Titolo originale       | Prima TV USA      | Titolo italiano | Prima TV Italia |
| -- | ---------------------- | ----------------- | --------------- | --------------- |
| 1  | Extension Seven        | 25 settembre 1964 |                 |                 |
| 2  | Hideout                | 2 ottobre 1964    |                 |                 |
| 3  | How Much for a Prince? | 9 ottobre 1964    |                 |                 |
| 4  | Rope's End             | 16 ottobre 1964   |                 |                 |
| 5  | Rachel's Mother        | 23 ottobre 1964   |                 |                 |
| 6  | No Comment             | 30 ottobre 1964   |                 |                 |
| 7  | The Man Behind the Man | 6 novembre 1964   |                 |                 |
| 8  | He Stuck in His Thumb  | 13 novembre 1964  |                 |                 |
| 9  | Super-Star             | 20 novembre 1964  |                 |                 |
| 10 | Murder by Scandal      | 27 novembre 1964  |                 |                 |
| 11 | A Time to Be Silent    | 4 dicembre 1964   |                 |                 |
| 12 | The Lost Lady Blues    | 11 dicembre 1964  |                 |                 |
| 13 | Vote for Murder        | 18 dicembre 1964  |                 |                 |

## Extension Seven
- Prima televisiva: 25 settembre 1964
- Diretto da: Tom Gries
- Soggetto di: Hal Lee, Teleplay: Tom Gries, Hal Lee

### Trama
- Guest star: William Smithers (tenente), Polly Rowles (Grace), Shirley Knight (Sandy the Phone Operator), Rip Torn (Albert Vince)

## Hideout
- Prima televisiva: 2 ottobre 1964
- Diretto da: Alex March
- Scritto da: Samuel B. West

### Trama
- Guest star: Joe Silver (barista), Martin Priest (Vito), Richard Conte (Nick Moore), Anne Francis (Roseanne), Lloyd Gough (John), Kurt Kasznar (Hugo), Earl Wilson (se stesso)

## How Much for a Prince?
- Prima televisiva: 9 ottobre 1964
- Diretto da: Robert Ellis Miller
- Scritto da: George Bellak

### Trama
- Guest star: Jack Lord (Nick Castle), Frank Gifford (Cameo appearance), Nick Adams (Roger), Val Avery (Pete Krenek), Jeffrey Bowland (Tim Castle), Herb Edelman (Benny), Jessica Walter (Jennifer)

## Rope's End
- Prima televisiva: 16 ottobre 1964
- Diretto da: Paul Stanley
- Scritto da: Jerome Weidman

### Trama
- Guest star: Millie Perkins (Mary), Nan Martin (Irene), William Hickey (Roy), Alfred Hinckley (sergente), James Luisi (Joe), Renée Taylor (Myrna)

## Rachel's Mother
- Prima televisiva: 23 ottobre 1964

### Trama
- Guest star: Brenda Vaccaro, Howard St. John, Cynthia Belgrave, Anne Francis, Rose Gregorio, Alan Hewitt, Walter Pidgeon, Remo Pisani, Steffen Zacharias

## No Comment
- Prima televisiva: 30 ottobre 1964

### Trama
- Guest star: Warren Oates (Mickroe), Eugene Roche (Baker), Robert Ryan (Rush)

## The Man Behind the Man
- Prima televisiva: 6 novembre 1964

### Trama
- Guest star: Dan Frazer (Bomber Benson), Beeson Carroll (Mike), Constance Bennett (Maggie Grant), Dyan Cannon (Mona Elliott), Franchot Tone (Jay Jay Jordan)

## He Stuck in His Thumb
- Prima televisiva: 13 novembre 1964

### Trama
- Guest star: William Shatner (Horner), Ellen Madison (Bonnie), James Congdon (Herrington), Evans Evans (Sherwood), Victor Kilian (Ericssen), William Traylor (Caxton)

## Super-Star
- Prima televisiva: 20 novembre 1964

### Trama
- Guest star: Janice Rule (Sheryl Madison), Zohra Lampert (Molly Gresham), James Farentino (Larry), Efrem Zimbalist Jr. (Charles Durwood)

## Murder by Scandal
- Prima televisiva: 27 novembre 1964

### Trama
- Guest star: Roy Thinnes (Roberts), Paul Richards (Paul Marco), Larry Blyden (Al Swan), Beverlee McKinsey (Ann), Leslie Parrish (Rith Killiam), Daniel J. Travanti (Cutler)

## A Time to Be Silent
- Prima televisiva: 4 dicembre 1964

### Trama
- Guest star: Claude Rains (John Vance), Lee Philips (Howard Cannon), Eddie Albert (Paul Pollard), Sidney Blackmer (Sam Carmody), Mildred Dunnock (Miss Milly), Pippa Scott (Joan Cannon)

## The Lost Lady Blues
- Prima televisiva: 11 dicembre 1964

### Trama
- Guest star: Elizabeth Allen (Belle Sommers), Barry Sullivan (Les Borden), Roy Thinnes (detective Lee Roberts)

## Vote for Murder
- Prima televisiva: 18 dicembre 1964

### Trama
- Guest star: Archie Moore (Harry), Arthur Hill (Alan Slater), Edward Asner (Max Holte), Myrna Fahey (Marilinn Shipp), Simon Oakland (detective Gene Gordon)